# تی‌اس‌کیب سو
تی‌اس‌کیب سو (روسی: ЦКИБ СОО) شرکت صنایع جنگ‌افزاری روس است، که در سال ۱۹۴۶ تأسیس شد.